# Compsomelissa stigmoides
Compsomelissa stigmoides är en biart som först beskrevs av Michener 1971.  Compsomelissa stigmoides ingår i släktet Compsomelissa och familjen långtungebin. Inga underarter finns listade i Catalogue of Life.